# Penan
Die Penan sind eine indigene Volksgruppe auf der Insel Borneo. Sie werden zu den Dayak-Völkern gezählt. Die Penan sind etwa 10.000 Mitglieder stark und leben sowohl im malaysischen Bundesstaat Sarawak als auch in Kalimantan, dem zu Indonesien gehörenden Teil der Insel.
Die Penan werden unterteilt in die östlichen Penan, die an den Oberläufen des Baram, Apoh, Tutoh und Limbang leben, und in die westlichen Penan, die an den Oberläufen des Balui (dem oberen Rajang-Gebiet), des Tinjar und am Baram-Nebenfluss Silat leben.
Ursprünglich nomadische Jäger und Sammler, halten heute nur noch wenige hundert Penan im östlichen Teil Sarawaks an der nomadischen Lebensweise im tropischen Regenwald fest. Die Mehrheit lebt heute sesshaft in Langhäusern.
Traditionelle Lebensgrundlage der Penan ist neben Jagen, Fischen und dem Sammeln von über 300 verschiedenen Wildfrüchten, Wurzeln und Pflanzen die Herstellung von Sagomehl aus der Sagopalme. Die Sagopalme deckt den Bedarf an Kohlenhydraten.

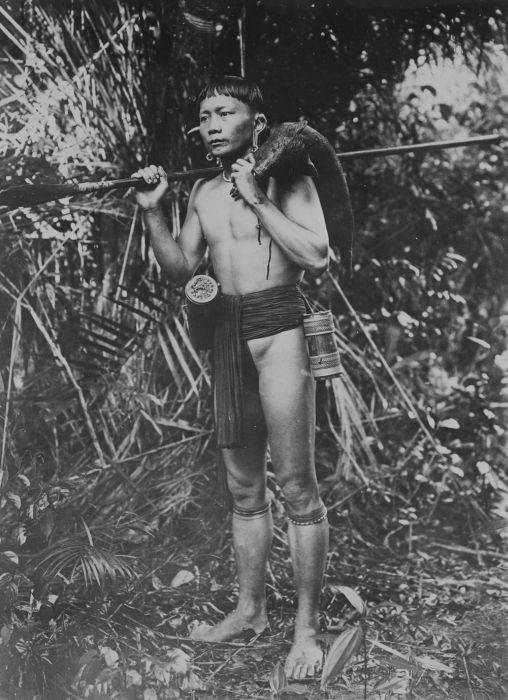
Junger Dayak-Jäger(-Sammler) in Kalimantan (Südteil Borneos) zur Zeit der niederländischen Kolonisation

## Lebensweise
Die Penan lassen sich, sobald sie ein Gebiet mit genug Sagopalmen gefunden haben, in einfachen Hütten nieder. Diese Hütten bestehen aus einer Plattform, aus einem mit Sagopalmblättern bedeckten Dach und haben keine Wände. Wenn die Sagovorkommen an diesem Standort aufgebraucht sind, ziehen sie weiter.
Zur Jagd verwenden die Penan ein Blasrohr, mit dem sie vergiftete Pfeile abschießen. Das hierbei verwendete Gift, Tajem genannt, wird aus dem Saft des Upasbaumes (Antiaris toxicaria) gewonnen und bringt die Herztätigkeit der getroffenen Beute zum Erliegen. Gejagt werden vor allem Vögel, Rotwild, Affen, Eidechsen und Wildschweine.
Wegen des Bedarfs an Mineralstoffen werden die Tiere mitsamt Haut und Blut verzehrt. Die Penan halten auch Haustiere, diese werden aber nicht des Verzehrs wegen getötet. Die Penan gelten als geschickt in der Herstellung von Korbwaren aus Rattan und von Parang (Bezeichnung für eine Dayak-typische Form eines einhändigen Schwertes, das als Arbeitswerkzeug, Buschmesser, aber auch als Waffe verwendet wird).
Die meisten Penan sind Analphabeten. Ihre Kenntnisse über die biologischen Zusammenhänge des sie umgebenden Regenwaldes sind dagegen sehr ausgeprägt. Nach einer Studie kennen die Penan beispielsweise über 100 verschiedene fruchttragende Bäume und 50 verschiedene Heilpflanzen, 8 verschiedene Pfeilgifte und 10 Pflanzengifte für den Fischfang.
Die Gesellschaft der Penan ist kaum hierarchisch. Unterschiede zwischen den Geschlechtern sind kaum ausgeprägt. Die Jagd wird von den Männern ausgeübt, das Gewinnen des Sagomehls ist vornehmlich Aufgabe der Frauen. Darüber hinaus gibt es jedoch kein Spezialistentum. Das Zusammenleben wird von Beobachtern als relativ friedlich und konfliktarm geschildert. Privateigentum in unserem Sinne ist nicht bekannt. Das Teilen von Nahrungsmitteln und Gebrauchsgegenständen ist üblich. Das Nicht-Teilen gilt als größtes Vergehen. Im Unterschied zu anderen Dayak-Völkern wie den Iban oder den Bidayuh waren die Penan niemals Kopfjäger.
Die Kultur der Dayak-Völker ist einem starken Anpassungsdruck durch Regierung, Missionare und der westlichen Lebensweise der sie umgebenden Ethnien ausgesetzt. Die meisten Penan sind heute, wenn auch meist nur oberflächlich, christianisiert. Ursprünglich haben die Penan eine eigene ethnische Religion und glauben an einen höchsten Gott Bungan. Die Penan kennen keinen Zeitbegriff. Sie zählen weder Tage noch Jahre, Geburtstage und Alter sind unbekannt. Die Penan kannten keine Landkarten in unserem Sinne, jedoch hatten sie durch die Benennung von Landschaftsmerkmalen nach vergangenen Ereignissen eine Art geistige Landkarte ihres Gebietes im Kopf.

## Bedrohung durch Regenwaldabholzung
Die traditionelle Lebensweise der Penan ist heutzutage jedoch durch das immer tiefere Eindringen von Holzfirmen in die unberührten Regenwaldgebiete bedroht. Gerade noch 10 % der Urwälder Sarawaks gelten als einigermaßen intakt, diese Restgebiete liegen vor allem auf dem Territorium der Penan. Die nomadisch lebenden Penan sind vom Regenwald abhängig, da sie auf die in ihm vorkommenden Wildtiere, Sagopalmen und anderen Pflanzen (unter anderem für ihre traditionelle Medizin) angewiesen sind. Deshalb bedeutet eine Ausrottung des Regenwaldes auch das Verschwinden traditionell lebender Penan. Die fortschreitende Entwaldung führt auch zu einer verstärkten Verschmutzung der Flüsse, weshalb sich Krankheiten unter den Penan (wie auch unter allen Dayak-Völkern, die noch ungefiltertes Flusswasser verwenden) ausbreiten. Der Gesundheitszustand der Penan verschlechterte sich daher durch Unterernährung, Ausbreitung von Malaria und durch das Verschwinden traditioneller Heilpflanzen. Die Versorgung der nomadisch lebenden Penan mit westlicher Medizin kann von der Regierung nur unzureichend garantiert werden. Auch bei den sesshaft gewordenen Penan ist der Bezug zum Regenwald noch stark.

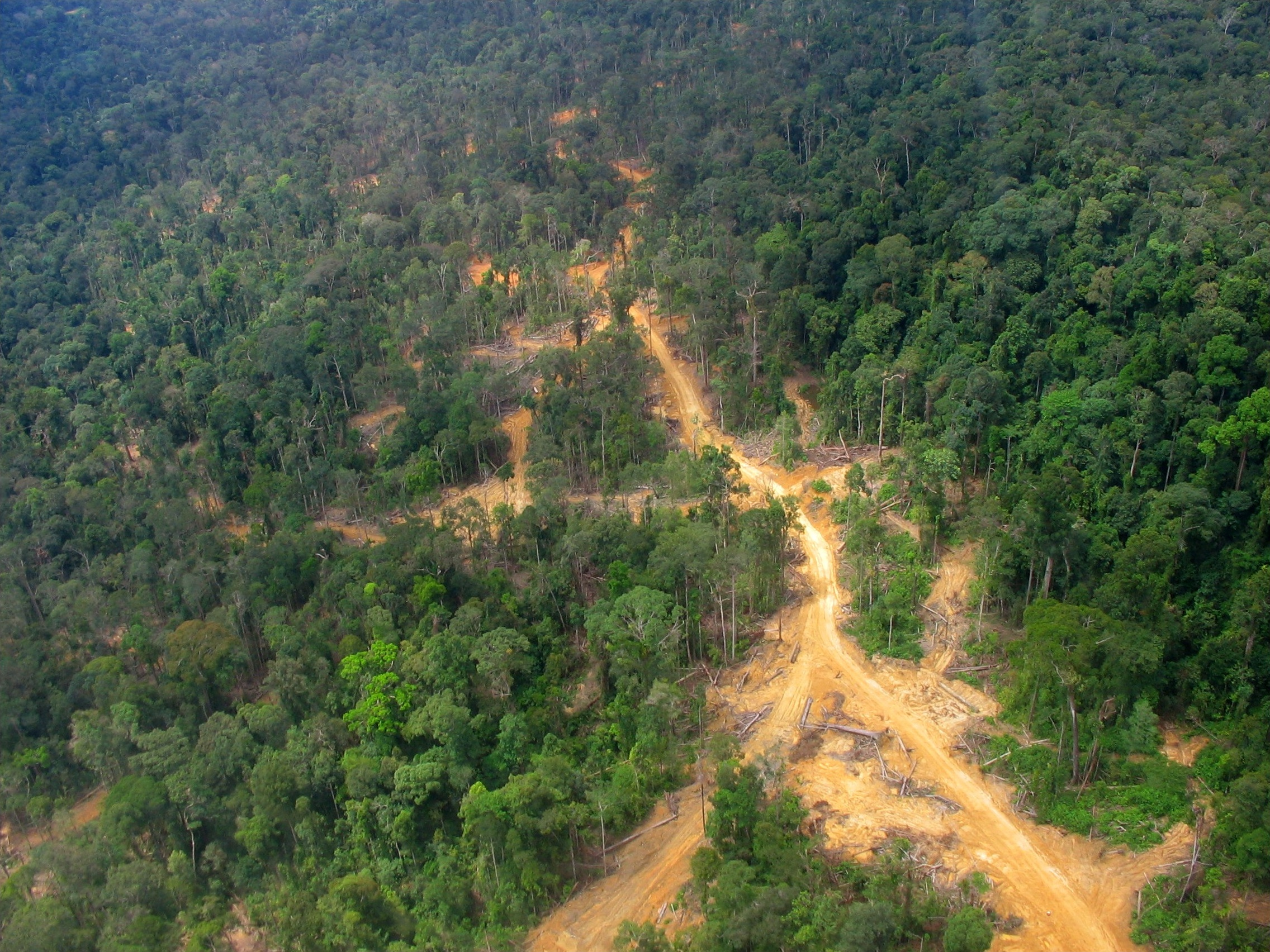
Netz von Holzfällerstraßen zum Zweck der „selektiv“ genannten Abholzung, östliches Kalimantan, indonesischer Teil Borneos; in der rechten oberen Bildecke: noch undurchforsteter Wald mit dichtem Laubdach

Durch die Zerstörung des Waldes und ihrer Gebiete geht damit auch die Kenntnis ihrer Geschichte und ihrer Vorfahren verloren. Verwandtschaftsbeziehungen und ein komplexes Namensystem stärken den Zusammenhalt. Heute ist die Kenntnis der Kultur im Schwinden begriffen, westliche Kleidung, Konserven, Werkzeuge und der Gebrauch von Gewehren statt des Blasrohrs finden Verbreitung.
International bekannt wurden die Penan durch ihre gewaltlosen Blockaden von Zufahrtsstraßen der Holzindustrie ab 1987 bis Anfang der 1990er Jahre. Dabei kam es zu mehreren Menschenrechtsverletzungen seitens der Regierung und Beschäftigter der Holzindustrie. Zahlreiche Penan wurden zeitweise inhaftiert. Bis heute kämpfen die Penan um die Anerkennung ihrer Landrechte und die Beendigung der Waldzerstörung.
Weitere Bekanntheit erlangten die Penan durch den Schweizer Bruno Manser, der von 1984 bis 1990 mit ihnen lebte, sich ihrer Lebensweise anpasste und sie bei ihrem gewaltlosen Widerstand unterstützte. Seit Mai 2000 ist er im Regenwald verschollen.

## Film
- Die letzten Nomaden im Dschungel Borneos. Dokumentarfilm, Kanada, Frankreich, 2008, 52 Min., Regie: Andrew Gregg, Inhaltsangabe von arte
Der Film begleitet den kanadischen Anthropologen und Sprachwissenschaftler Ian Mackenzie bei seinen Begegnungen mit den Penan, die gerade erst sesshaft geworden sind. (arte.tv)
- Tong Tana – Das verlorene Paradies (Originaltitel (schwed.): Tong Tana – En resa till Borneos inre), Dokumentarfilm, Schweden 1989, 88 Min., Regie: Björn Cederberg, Kristian Petri. Der Film zeigt die Penan wenige Jahre nach dem Beginn ihrer Blockaden und den bei ihnen lebenden Bruno Manser. Für die englische Fassung konnte Alec Baldwin als Sprecher gewonnen werden.
- Bruno Manser – Kampf um den Regenwald. Dokumentarfilm, Schweiz, 94 Min., Buch und Regie: Christoph Kühn, Produktion: Filmkollektiv Zürich, Marianne Bucher. Der Film zeigt die Erfüllung des Kindheitstraumes eines Mannes, der aus der Fremde kam und es schaffte, von den Penan angenommen zu werden und bei ihnen unvergessen zu bleiben. (Seite zum Film)
- BE' JAM BE the never ending song (Originaltitel: BE' JAM BE et cela n'aura pas de fin.) Dokumentarfilm, Frankreich, Schweiz, 2017, 85 Min., Regie: Caroline Parietti, Cyprien Ponson, Produktion: Les Obliques, DAWAI DAWAI (Seite zum Film)